# Actia nigroscutellata
Actia nigroscutellata är en tvåvingeart som beskrevs av William Lundbeck 1927. Actia nigroscutellata ingår i släktet Actia och familjen parasitflugor. Arten är reproducerande i Sverige. Inga underarter finns listade i Catalogue of Life.